# Pierre Hantaï

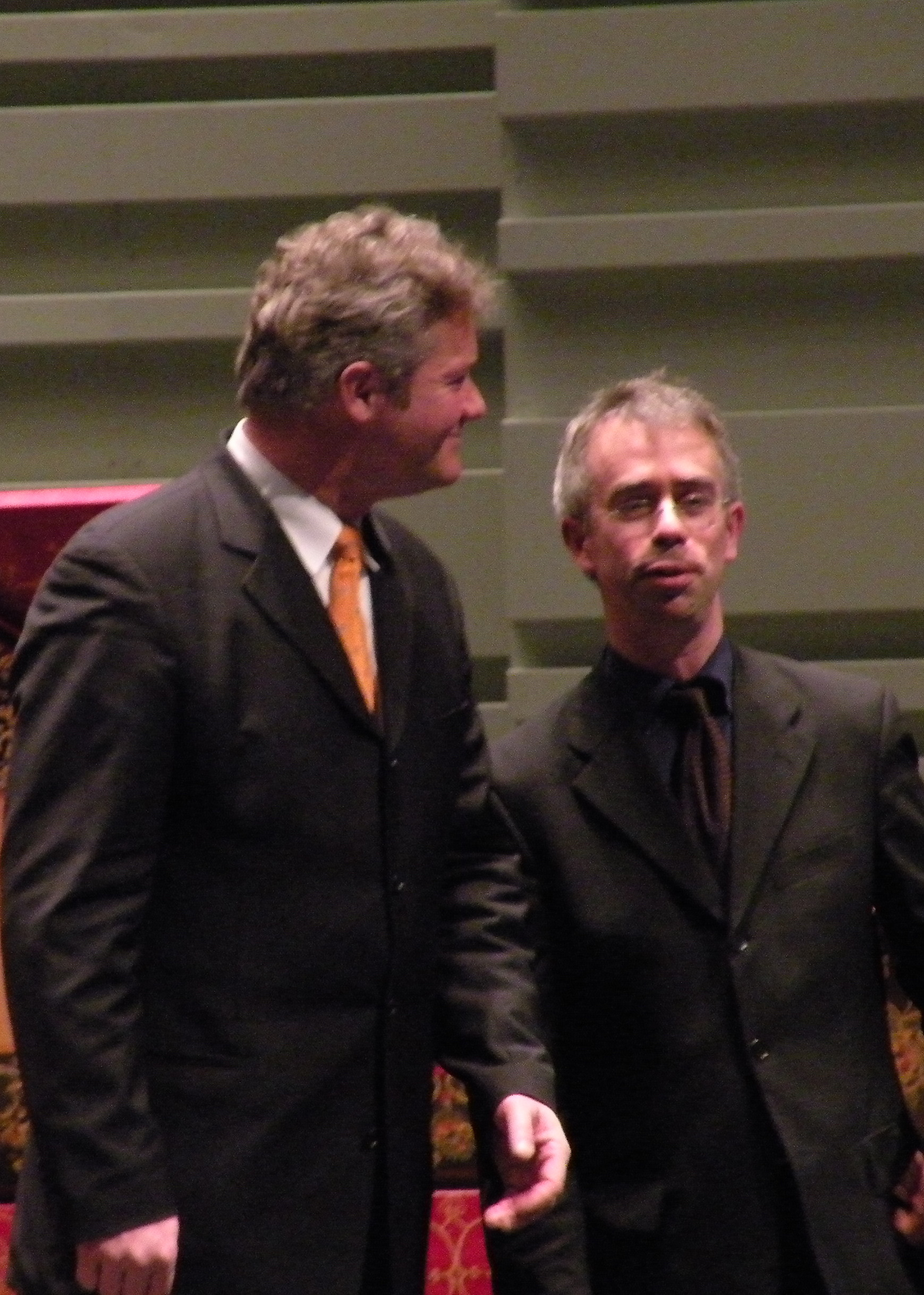
Pierre Hantaï (rechts) mit dem Tenor Hans Jörg Mammel.

Pierre Hantaï (* 28. Februar 1964 in Paris) ist ein französischer Cembalist und Dirigent im Bereich der historischen Aufführungspraxis. 

## Leben
Pierre Hantaï ist ein Sohn des Malers Simon Hantaï. Nach einer Ausbildung zum Cembalisten bei Arthur Haas studierte Hantaï zwei Jahre bei seinem Vorbild Gustav Leonhardt in Amsterdam. Ab Mitte der 1980er Jahre begann er, unter dessen Leitung zu spielen. Er arbeitete auch häufig mit Sigiswald Kuijken und Philippe Herreweghe zusammen. Seit Mitte der 1990er Jahre bevorzugt er eine Karriere als Solist und Dirigent kleiner Barockmusikensembles, von denen er zeitweilig ein eigenes, „Le Concert Français“, leitete. Hantaï gilt als virtuoser, dabei orthodoxer Exponent des herkömmlichen Barockrepertoires.
Seine beiden Brüder Marc Hantaï und Jérôme Hantaï sind ebenfalls bekannte Musiker in der Alte Musik-Szene.
1995 erhielt er den Erwin Bodky Award für Alte Musik.